# Русское общество беспроволочных телеграфов и телефонов
Русское общество беспроволочных телеграфов и телефонов (РОБТиТ) — одна из ведущих и крупнейших российских дореволюционных электротехнических  компаний. Штаб-квартира компании и производство располагались в Санкт-Петербурге.

## История

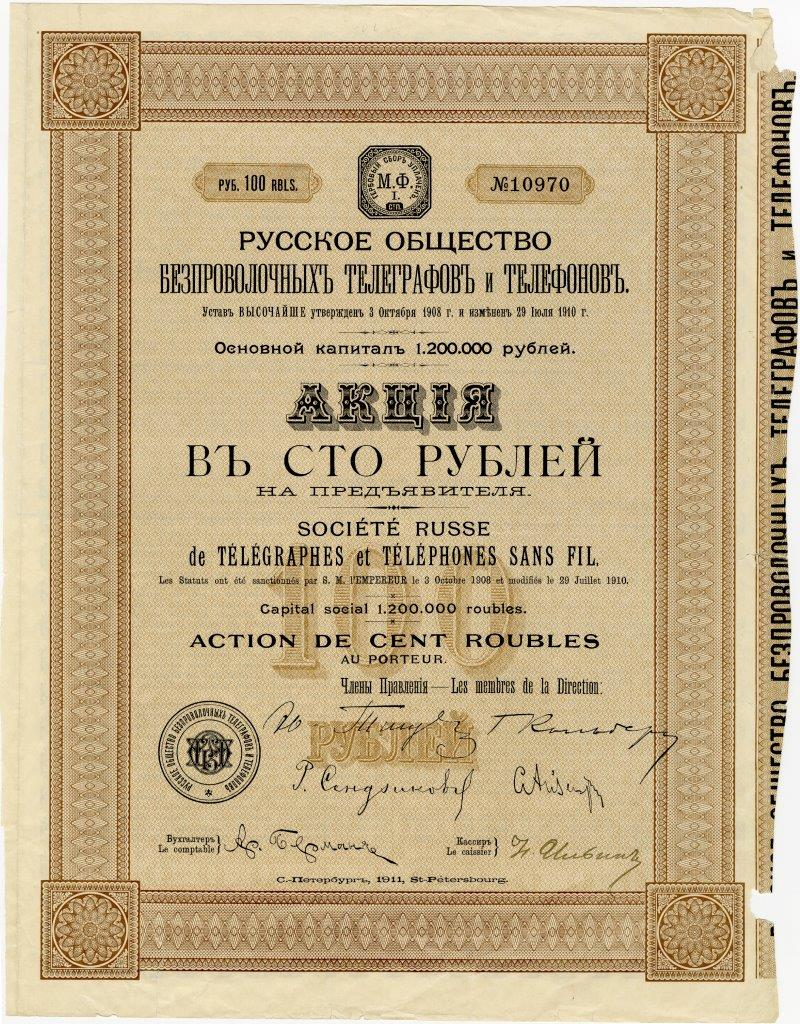
Акция в 100 руб. на предъявителя Русского общества беспроволочных телеграфов и телефонов. С.-Петербург, 1911 г.

Первая отечественная компания, освоившая разработку и промышленное производство радиотехнической продукции, была основана в 1908 году и первоначально называлась «Общество беспроволочных телефонов и телеграфов системы С. М. Айзенштейна». Кроме самого Семёна Моисеевича Айзенштейна, считающегося пионером российской радиотехники, у истоков создания предприятия стоял предприниматель Ю. М. Тищенко. Производство радиотехнической продукции (радиостанции, радиопеленгаторов и т. п.) было налажено в специально отстроенном по проекту архитектора Д. Е. Фомичева здании РОБТиТ, по современному адресу: г. С.-Петербург, ул. Академика Павлова, 14А.
29 июля 1910 г. выходит Высочайше утвержденное Положение Совета министров о «присвоении Обществу беспроволочных телеграфов и телефонов системы С. М. Айзенштейна нового наименования: „Русское общество беспроволочных телеграфов и телефонов“». В том же году Обществом была создана полевая искровая радиостанция, способная обеспечивать связь на расстоянии 160,5 км. Диапазон волн передатчика составлял 400—2300 м.
В конце декабря 1911 г. Почтово-телеграфное ведомство империи выделило компании Айзенштейна подряд на общую сумму 112,3 тыс. рублей на строительство радиотелеграфных станций на побережье Северного Ледовитого океана. В течение последующих двух лет были возведены работающие в диапазоне волн 600—2000 м радиостанции в Исакогорке (район на юге Архангельска), у северо-восточного входа в Югорский Шар, на северном берегу о-ва Вайгач (остров на границе Баренцева и Карского морей) и в устье реки Маре. В 1912 г. РОБТиТ была разработана и испытана легкая портативная искровая радиостанция для русской кавалерии — КСТ. Она существовала в двух вариантах: вьючном и двуколочном.
Активно сотрудничавшее с английской компанией Маркони (в том числе и в области обмена патентами на изобретения) РОБТиТ за сравнительно недолгий, примерно десятилетний период своей деятельности сыграло значительную роль в становлении и развитии отечественной радиотехнической промышленности. В частности только за пять лет, с 1911 г. по 1916 г., объём товарной продукции вырос в двадцать пять раз. К 1917 г. завод Русского общества беспроволочных телеграфов и телефонов построил более половины мощных радиостанций страны, в том числе в Царском селе, Твери, в Москве (на Ходынском поле), в Брест-Литовске, Тифлисе, Архангельске. При заводе функционировало конструкторское бюро с испытательной лабораторией, где трудилось около двадцати талантливых инженеров и учёных. Их усилиями были созданы первые в России радиолампы («катодное реле» Н. Д. Папалекси, 1914 г.), проведены успешные опыты по радиотелефонной связи и передаче радиосигналов на подводных лодках (1914 г.), разработаны ламповые усилители и гетеродины для передачи и приёма незатухающих колебаний и т. д.
В 1917 г. в связи с приближением германских войск к Петрограду производство и радиолаборатория РОБТиТ, значительная часть заводского оборудование и готовой продукции были перемещены в Москву. 18 января 1919 г. Русское общество беспроволочных телеграфов и телефонов со всем принадлежащим имуществом было национализировано. Постановлением Президиума ВСНХ завод РОБТиТ (Правление и завод в Петрограде, лаборатория в Москве) включается в группу заводов — Объединённые государственные электротехнические предприятия слабого тока (ОГЭП), которые стали именоваться (с 5.03.1919 г.) 5-й секцией ОГЭП, а позднее Государственные объединенные радиотелеграфные заводы (ГОРЗ'ы), или секция "Радио".